# Rio São João da Barra
Rio São João da Barra är ett vattendrag i Brasilien.   Det ligger i delstaten Mato Grosso, i den centrala delen av landet, 1 400 km nordväst om huvudstaden Brasília.
I omgivningarna runt Rio São João da Barra växer i huvudsak städsegrön lövskog. Trakten runt Rio São João da Barra är nära nog obefolkad, med mindre än två invånare per kvadratkilometer.